# Ladislav Pajerchin
Ladislav Pajerchin (4. listopadu 1944 Krásna Hôrka – 2. února 2014 Považská Bystrica) byl slovenský fotbalový záložník, účastník Letních olympijských her v roce 1968 a trenér.

## Hráčská kariéra
Celou kariéru strávil v Považské Bystrici, byl jediným druholigovým fotbalistou ve výběru Václava Blažejovského na Letních olympijských hrách v Mexiku 1968.

### Reprezentace
V juniorské reprezentaci Československa debutoval 20. května 1967 v Považské Bystrici proti juniorům Polska (výhra domácích 2:0). V olympijském výběru ČSSR zasáhl celkem do 5 zápasů, poslední tři z nich absolvoval na závěrečném turnaji v Mexiku. První utkání za československé olympioniky odehrál 1. srpna 1968 v Hradci Králové proti Japonsku (výhra 3:1), naposled v tomto mužstvu nastoupil 18. října téhož roku v Ciudad de México v rámci olympijského turnaje proti Thajsku (výhra 8:0).

## Trenérská kariéra
Po skončení hráčské kariéry se stal mládežnickým trenérem v Považské Bystrici. V prvoligovém ročníku 1989/90 byl asistentem Jána Bodnára (podzim 1989) a Františka Skyvy (jaro 1990) v ZVL Považská Bystrica.

## Úmrtí
Zemřel v neděli 2. 2. 2014. Poslední rozloučení s Ladislavem Pajerchinem se konalo ve čtvrtek 6. února 2014 v 15 hodin v Považské Bystrici.